# 制令
制令（せいれい）は、朝鮮総督が勅裁を経て発する、内地の法律に代わる命令である。韓国併合時に、緊急勅令として制定された朝鮮ニ施行スヘキ法令ニ関スル件（明治43年勅令第324号）第1条及び第2条又は、その後継である朝鮮ニ施行スヘキ法令ニ関スル法律（明治44年法律第30号）第1条及び第2条を根拠とする。
「制令」という名称については、国際関係上認められた主権一般への「監理」、つまり当時はその英語原文として使われた「コントロール」の権限を、究極的完全な水準まで高めたというニュアンスを込めて命名されたという見解がある。

## 概要
制令は、台湾における律令に習ったものである。いずれも、植民地に対して内地の法律を直ちに適用することが困難であるとして、法律は、勅令でその全部または一部が朝鮮で施行されることが定められたものを施行し、それ以外は法律を必要とする事項は朝鮮総督の命令で規定することができるとした。この命令が「制令」である。ただし制令は、朝鮮で施行される法律と勅令に抵触することはできない。
制令は内閣総理大臣を経て勅裁を経ることを要し、勅裁を経た朝鮮総督の命令として表示されるが、勅旨としては表示されない。臨時・緊急を要する場合は、勅裁を経ずにただちに命令を発することができるが、この場合は発布後ただちに勅裁を請い、もし勅裁を得ない場合は、朝鮮総督はただちにその命令が将来にむかって効力が無いことを公布しなければならない。
実例としては、台湾の律令においては匪徒刑罰令等、臨時・緊急により事後の勅裁となったものが10件あるが、制令においては事後の勅裁となったものは、1911年1月21日に制令第1号として制定された海港檢疫ニ關スル件のみである。この制令は内地の官報には1月28日の官報第8279号に掲載され、事後の勅裁は、2月10日にされた。なお緊急の理由は勅裁を求める書類に、「ペスト予防のため海港検疫の執行上臨時緊急を要し」と記載がある。

## 根拠法
制令の根拠規定は、当初は緊急勅令として制定された朝鮮ニ施行スヘキ法令ニ関スル件（明治43年勅令第324号）であるが、この緊急勅令は帝国議会の承認がされず失効した。もっとも帝国議会は、制令の制定権を朝鮮総督に認めることを否定したのではなく、同一内容の朝鮮ニ施行スヘキ法令ニ関スル法律（明治44年法律第30号）を制定している。理由は、このような立法委任そのものにを緊急勅令ではなく通常の法律にすべきであるとしている。なお台湾における律令の根拠である台湾ニ施行スヘキ法令ニ関スル法律（明治29年3月31日法律第63号）は、時限立法であったが、朝鮮ニ施行スヘキ法令ニ関スル法律は、期限なしで立法された。

## 公布式
制令の公布式については、明治43年8月29日付けの朝鮮総督ノ発スル制令ノ公布式（明治43年統監府令第50号）第2条により朝鮮総督府官報により布告すると規定された。制令は、内地の官報にも、昭和20年制令第2号まで掲載された。ただし1920年12月20日付制令第26号朝鮮総督府裁判所令中改正は、内地の官報に掲載がもれている。

## 最初の制令
制令の第1号は、明治43年8月29日付けで制令第1号として制定された。
である。

## 最後の制令
制令の最後のものは、昭和20年7月4日付けで制令第7号として制定された「朝鮮ニ於ケル戦時行政ノ特例ニ関スル件」である。

## 日本の敗戦後の効力
日本の敗戦により朝鮮総督府が降伏し、38度線を境界に北側がソヴィエト連邦、南側がアメリカ合衆国により占領された。ソヴィエト連邦占領地区においては、旧法令の無効が宣言されたが、アメリカ合衆国占領地区においては、1945年8月9日現在の法令は、アメリカ合衆国の占領機関である在朝鮮米国陸軍司令部軍政庁が特に廃止しない限り協力を有するとされ、更に大韓民国成立後においても憲法に抵触しない限り有効とされた。
アメリカ合衆国軍政期において1945年10月9日付の軍政部法令第11号により犯罪卽決例や朝鮮思想犯保護觀察令の廃止がされたが、多く制令は大韓民国成立後も、有効なままであった。1960年5月19日の軍事クーデターで成立した政権は、旧悪を除去し旧法令整理を短期間で進めるため、旧法令（1948年7月16日以前に施行され大韓民国憲法第100条により効力を存続したもの）は、1961年7月15日公布施行された旧法令整理に関する特別措置法（法律第659号）は、1961年12月31日までに改廃するものとされ、これがされなかったものは、同法第3条の規定により1962年1月20日に廃止されたとみなされた。明示的に廃止された制令の最後のものは1962年1月20日法律第1012号で公布された朝鮮馬事會法によって廃止された朝鮮馬事會令（昭和17年3月4日制令第1号）である。

## 制令の総制定数
制令総制定数は、681件である